# Krištof Andrej Jelovšek
Krištof Andrej Jelovšek (tudi Ilovšek), slovenski slikar,  * 28. november 1729, Mengeš, † 18. maj 1770, Ljubljana.

## Življenje in delo
Krištof Andrej Jelovšek, sin slikarja F. Jelovška, je postal ljubljanski meščan leta 1757. Svojih slik ni podpisoval, zato ni zanesljivo znano nobeno njegovo delo. Bržkone je njegova oljna podoba Brezmadežne iz 1767 na Peščati (Župnija Sv. Jakob ob Savi).